# Tatiana Ortiz Galicia
Tatiana Ortiz Galicia (Ciutat de Mèxic, 12 de gener de 1984) és una saltadora mexicana que va guanyar una medalla de bronze en els Jocs Olímpics de Pequín 2008.
El 12 d'agost de 2008 ella i la seva parella, Paola Espinosa, varen participar en la prova de salt de palanca sincronitzat des de 10 metres. Van acabar en tercera posició amb un puntatge de 330,06. Tatiana és la primera saltadora mexicana en debutar i pujar al pòdium en uns Jocs Olímpics.